# Anthony John Mundella
Pour les articles homonymes, voir Mundella.
 (juillet 2024).
La mise en forme du texte ne suit pas les recommandations de Wikipédia : il faut le « wikifier ».
Les points d'amélioration suivants sont les cas les plus fréquents. Le détail des points à revoir est peut-être précisé sur la page de discussion.
- Les titres sont pré-formatés par le logiciel. Ils ne sont ni en capitales, ni en gras.
- Le texte ne doit pas être écrit en capitales (les noms de famille non plus), ni en gras, ni en italique, ni en « petit »…
- Le gras n'est utilisé que pour surligner le titre de l'article dans l'introduction, une seule fois.
- L'italique est rarement utilisé : mots en langue étrangère, titres d'œuvres, noms de bateaux, etc.
- Les citations ne sont pas en italique mais en corps de texte normal. Elles sont entourées par des guillemets français : « et ».
- Les listes à puces sont à éviter, des paragraphes rédigés étant largement préférés. Les tableaux sont à réserver à la présentation de données structurées (résultats, etc.).
- Les appels de note de bas de page (petits chiffres en exposant, introduits par l'outil «  Source ») sont à placer entre la fin de phrase et le point final[comme ça].
- Les liens internes (vers d'autres articles de Wikipédia) sont à choisir avec parcimonie. Créez des liens vers des articles approfondissant le sujet. Les termes génériques sans rapport avec le sujet sont à éviter, ainsi que les répétitions de liens vers un même terme.
- Les liens externes sont à placer uniquement dans une section « Liens externes », à la fin de l'article. Ces liens sont à choisir avec parcimonie suivant les règles définies. Si un lien sert de source à l'article, son insertion dans le texte est à faire par les notes de bas de page.
- La présentation des références doit suivre les conventions bibliographiques. Il est recommandé d'utiliser les modèles {{Ouvrage}}, {{Chapitre}}, {{Article}}, {{Lien web}} et/ou {{Bibliographie}}. Le mode d'édition visuel peut mettre en forme automatiquement les références.
- Insérer une infobox (cadre d'informations à droite) n'est pas obligatoire pour parachever la mise en page.

Pour une aide détaillée, merci de consulter Aide:Wikification.
Si vous pensez que ces points ont été résolus, vous pouvez retirer ce bandeau et améliorer la mise en forme d'un autre article.
Anthony John Mundella (28 mars 1825  - 21 juillet 1897), connu sous le nom d'AJ Mundella, est un industriel anglais pionnier  et plus tard député du Parti libéral et ministre du Cabinet, qui siège à la Chambre des communes du Royaume-Uni de 1868 à 1897. Il sert sous William Ewart Gladstone comme ministre de l'Éducation de 1880 à 1885 et comme président de la Chambre de commerce en 1886 et de 1892 à 1894. En tant que ministre de l'Éducation, il instaure l'enseignement obligatoire universel en Grande-Bretagne et joue un rôle majeur dans la construction du système éducatif public. À la Chambre de commerce, il contribue à la réduction de la durée du travail et à l'élévation de l'âge minimum pour l'emploi des enfants et des jeunes. Il est parmi les premiers à prouver l'efficacité de l' arbitrage et de la conciliation dans les relations professionnelles . Il promulgue les premières lois pour empêcher la cruauté envers les enfants .  

## Jeunesse
Il est né à Leicester, Leicestershire, Angleterre en 1825, l'aîné des cinq enfants d'Antonio Mondelli (plus tard connu sous le nom d'Anthony Mundella), un réfugié de Lombardie d'origine incertaine, et de son épouse Rebecca Allsopp de Leicester . Au moment de la naissance de Mundella, son père est un tailleur mal payé dans le commerce de la bonneterie (mais il est plus tard un marchand prospère de déchets de coton et de laine). Sa mère fait de la dentelle sur une armature en dentelle dans leur maison et est considérée comme habile dans ce travail mais, néanmoins, elle est mal payée. 
Il est baptisé le 15 août 1826  à la grande chapelle non conformiste de Leicester. Sa petite-fille soutient qu'il s'appelait Antonio Giovanni  mais le registre de baptême de la Grande Réunion confirme qu'il est baptisé Anthony John. 
Bien qu'il soit d'origine catholique et non conformiste, il fréquente l'école St Nicholas de l'Église d'Angleterre à Leicester, un établissement entretenu par la National Society pour fournir une éducation élémentaire aux enfants des foyers pauvres, jusqu'à l'âge de neuf ans. Bien qu'il se soit rebellé contre le catéchisme et n'aime pas la croyance, les décrivant plus tard dans la vie comme "mon abomination particulière", Mundella reste fidèle à son éducation anglicane pour le reste de sa vie . En dehors de l'école, sa mère, avec sa vaste connaissance de la littérature anglaise, en particulier Shakespeare, inculque dans son esprit un amour du beau dans la nature, dans la littérature et dans l'art . En raison de la situation financière alors difficile de la famille, lorsque la vue de Rebecca Mundella se détériore et qu'elle ne peut plus travailler à la dentellerie, le garçon doit être retiré de l'école afin qu'il puisse gagner de l'argent pour aider la famille. À neuf ans, il commence à travailler dans une imprimerie en tant que diable d'imprimeur, une occasion qu'il utilise comme moyen de poursuivre ses études. À onze ans, il est apprenti chez William Kempson, dont l'entreprise fabrique des vêtements et des articles de mercerie  . 
De son père et des Italiens en exil qui visitent occasionnellement la maison familiale, Mundella acquiert à un âge précoce ce qui est décrit comme "une sorte d'étrange éducation politique non conventionnelle" . À l'âge de quinze ans, il s'engage politiquement et, inspiré par le leader chartiste local, Thomas Cooper, s'inscrit comme chartiste, s'impliquant de plus en plus dans le mouvement. Il devient un adepte de l'écriture de ballades politiques et, à quinze ans, il a entendu ses compositions chantées dans les rues et lors de réunions politiques . Au même âge, il prononce son premier discours politique en faveur de la Charte . Il est en outre politiquement inspiré par l'arrivée à Leicester de Richard Cobden lors de sa campagne nationale pour l'abrogation des Corn Laws , et est toujours actif avec voix et plume pour défendre les causes des classes ouvrières . 
Mis à part la politique, Mundella assiste régulièrement de l'école du dimanche et, en grandissant, il devient enseignant, puis secrétaire et finalement directeur d'une grande et pauvre école du dimanche à Savey Gate à Leicester . 
À l'âge de dix-huit ans, Mundella quitte Kempson pour devenir d'abord compagnon, puis surveillant (poste dans lequel il gagne 200 £ par an et une commission sur les bénéfices) et finalement directeur d'un grand entrepôt mis en place par une autre entreprise de fabrication de bonneterie à Leicester, Harris & Hamel. Richard Harris est un éminent libéral - et chartiste - à Leicester. Mundella prospère et, alors qu'il a encore dix-huit ans, il se marie ,. Il travaille pour Harris pendant trois ans, jusqu'à ses 22 ans, et pendant qu'il est chez Harris, l'entreprise expérimente sérieusement et dans le plus grand secret avec des machines entraînées par la vapeur. Mundella n'a pas l'esprit technique, bien que son expérience chez Harris avec l'expérimentation mécanique ait contribué à former son intérêt et sa fascination pour les nouvelles machines à bonneterie à vapeur . Il est l'un des premiers hommes des Midlands à se rendre compte que la vapeur est bien plus qu'un moyen d'accéder à une grande richesse. Il pense qu'il peut être "appliqué et développé de manière à sortir la masse des travailleurs du servage" . 

## Carrière industrielle
En 1848, Mundella se voit offrir un partenariat par les fabricants de bonneterie établis de longue date, Hine & Co de Nottingham, qui ont besoin d'aide pour construire et ouvrir une grande usine. Il devient partenaire de la société, qui est rapidement devenue Hine & Mundella . 
Pendant quinze ans, après avoir déménagé à Nottingham, Mundella consacre son énergie à réinventer la mécanique d'une industrie de la bonneterie qui reposait pour la plupart sur des cadres de stockage mécaniques inventés en 1589  exploités par des tricoteurs perpétuellement pauvres dans leurs propres maisons . Il est le pionnier de nombreux changements, notamment de nouvelles machines qui produisent du tricot tubulaire plutôt que du tricot droit. Mundella a longtemps soutenu que les meilleures machines dans le secteur de la bonneterie étaient "principalement les inventions des ouvriers" . En encourageant les inventeurs au sein de l'entreprise (dont beaucoup sont des opérateurs de métiers à tisser) et en partageant des brevets avec eux, Mundella développe de nombreuses nouvelles machines de fabrication de bonneterie, dont une grande partie à vapeur, y compris une révolution technologique : une machine qui permet pour la première fois de réaliser un bas et de le façonner entièrement par action automatique sans arrêter la machine . Les bas peuvent désormais être faits cent fois plus vite que par les tricoteurs . 
Il construit une grande nouvelle usine pour l'entreprise en 1851, la première usine de bonneterie à vapeur à Nottingham. Elle a des salles de travail larges et spacieuses, entièrement éclairées par la lumière du jour et des becs de gaz, et a les meilleures machines . En 1857, Hine et Mundella emploient 4 000 personnes, bien rémunérées, en partie parce qu'en attirant de bons ouvriers, Mundella espère utiliser leur intelligence et leur inventivité pour suggérer des améliorations dans les machines . 
Il subit un revers majeur en 1859 lorsque l'usine de Hine & Mundella est considérablement endommagée par le feu, mais elle est rapidement reconstruite et remise en service avec des machines plus récentes et plus puissantes, en grande partie payées par les assureurs de la société. Hine et Mundella continuent de prospérer. Ils ouvrent des usines à Loughborough dans le Leicestershire, en Angleterre en 1859 et à Chemnitz, en Saxe en 1866. Un entrepôt londonien au centre du commerce textile à Wood Street dans la ville de Londres est acquis . 
En 1860, cependant, une série de grèves et de lock-out frappent l'entreprise de bonneterie de Nottingham. Les salaires inadéquats des tricoteurs à domicile par rapport à ceux des ouvriers d'usine conduisent à des demandes de salaires plus élevés (bien que les employés de Mundella n'aient pas été impliqués). Mundella organise une conférence entre les travailleurs et les employeurs. Il doit faire face à des employeurs suspects et à de puissants syndicalistes, et réconcilier les tricoteurs à domicile avec les ouvriers d'usine relativement bien payés et qualifiés . Il prend l'initiative en proposant que les travailleurs aient le salaire qu'ils demandent et qu'un conseil d'arbitrage (le conseil d'arbitrage et de conciliation de Nottingham pour le commerce de la bonneterie) composé d'employeurs et de travailleurs soit créé pour empêcher de nouvelles grèves en fixant le prix du travail manuel et la prévention des différends par une conférence constante entre les deux parties . 
Le principe de conciliation de Mundella n'est pas entièrement original; d'autres commissions de conciliation ou d'arbitrage avaient été mises en place, pour la plupart avec succès, dans un très petit nombre d'autres métiers, mais aucune n'avait été établie, comme celle de Mundella, dans une industrie aussi antagoniste et complexe avec le changement technologique que le commerce de la bonneterie à Nottingham. Mundella est le premier à prouver que le principe fonctionne dans une industrie d'une grande complexité . Cela est salué comme un succès majeur et adopté non seulement dans d'autres parties du pays, mais aussi en Europe continentale et aux États-Unis. 

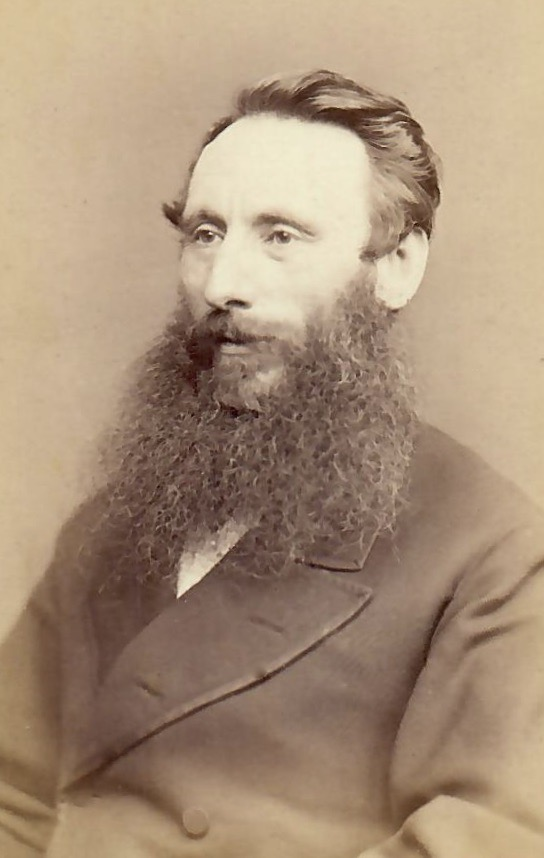
Carte de visite de Mundella, c1865

En 1863, le stress des affaires est devenu si grand que la santé de Mundella se dégrade. Il va en Italie et passe deux ans à récupérer. En son absence, il est décidé de transformer la société Hine & Mundella en une société à responsabilité limitée, la Nottingham Hosiery Manufacturing Company. La société poursuit son expansion, développant de nouvelles usines en Saxe et à Boston aux États-Unis . 
Mundella a connu un succès notable dans le monde des affaires. Lorsqu'il rejoint Hine & Co en 1848, son chiffre d'affaires est de 18 000 £ par an; quand il quitte l'entreprise en 1873 (il est impossible de vivre à Londres en tant que député et de gérer une entreprise à Nottingham), son chiffre d'affaires annuel est de 500 000 £ . 
Il est une figure publique éminente et populaire à Nottingham  et est une force active dans son Parti libéral local, devenant shérif de Nottingham en 1852, à l'âge de seulement 28 ans. En 1856, il est élu conseiller municipal et aide à mettre en place la Chambre de commerce de Nottingham, dont il est un membre fondateur, servant en tant que président en 1867 . À partir de 1859, au moment où la peur d'une invasion par la France augmente, il est l'un des membres fondateurs sélectionnés du corps des volontaires locaux, les Robin Hood Rifles, qui rejoint en mai 1859 et est promu lieutenant en juin et capitaine cinq mois plus tard. Un certain nombre d'employés de Hine et Mundella (dont le frère cadet de Mundella, John, un cadre supérieur là-bas) se portent volontaires pour son entreprise ,. 
Outre l'action politique locale, l'expérience commerciale de Mundella lui montre que le progrès dans l'industrie dépend d'une compréhension réciproque entre les travailleurs et les employeurs, et que le progrès exige généralement des améliorations significatives du système éducatif du pays, y compris une formation technique. Il reconnait que les très jeunes enfants ne peuvent pas être correctement éduqués s'ils passent leur temps à travailler dans des usines. Lors de voyages en Europe continentale pour affaires et pour détente personnelle, Mundella peut constater à quel point les systèmes éducatifs d'autres pays sont supérieurs, en particulier en Suisse et dans les États allemands, et est consterné par les lacunes comparatives du système anglais . Il sait que la réalisation des progrès requis dans ces domaines implique un effort collectif et une intervention accrue de l'État . Dans le même temps, son expérience en affaires, issue de son humble passé professionnel, confirme sa conviction de l'opportunité, voire de la nécessité, des syndicats . L'occasion de mettre ses convictions en pratique apparait de façon inattendue en 1868. 

## Élection au Parlement
Le succès de Mundella en 1863 dans l'arbitrage du conflit industriel de Nottingham le conduit à être invité par de nombreuses villes du pays à exposer le système d'arbitrage et à aider à régler un certain nombre de graves conflits du travail . Des flambées de violence, notamment des explosions et des meurtres, dans l'industrie sidérurgique de Sheffield (connue sous le nom de Sheffield Outrages) conduitsen à la Commission royale sur les syndicats de 1867. Mundella montre à la Commission que les syndicats peuvent jouer un rôle positif dans les relations professionnelles et que les travailleurs peuvent faire confiance . En 1868, il est invité à prendre la parole à une réunion conjointe à Sheffield des métiers organisés et de la branche locale de la Reform League. Les dirigeants de son auditoire sont tellement inspirés par son discours qu'ils l'assurent de leur soutien s'il se présente pour le Parti libéral dans la circonscription de Sheffield lors des prochaines élections générales. 
Mundella a déjà déclaré qu'il "ne se sentait pas obligé de continuer à travailler pour amasser une grande fortune, mais est justifié d'abandonner le commerce pour se consacrer à la vie politique et à son amour des belles choses" . En conséquence, il accepte de se présenter et est officiellement investi comme candidat libéral le 20 juillet 1868. 
L'élection qui suit à Sheffield est une bataille âprement disputée. Mundella subit de nombreux abus. Il y a des attaques contre son ascendance italienne; bien qu'il ne soit pas juif, il est critiqué par des caricaturistes antisémites à cause de son apparence; sa moralité dans les affaires ou, comme ses opposants font valoir son absence, est remise en question. Mais apportant une énergie énorme à son combat pour être élu et bénéficiant énormément de la Reform Act de 1867 qui a élargi le corps électoral, Mundella l'emporte à Sheffield . Il représente le siège et son successeur, Sheffield Brightside, jusqu'à sa mort près de trente ans plus tard .

## Carrière politique
Mundella prend son siège à la Chambre des communes dans le cadre de la majorité du Parti libéral de 116 voix . Avec sa confiance évidente, le respect avec lequel il est considéré comme un pionnier de l'arbitrage industriel et un expert en matière sociale, combiné avec la perception précoce qu'il est un travailleur acharné, il s'est immédiatement trouvé comme l'un des députés les plus respectés ,. 
Il est choisi pour appuyer la réponse au discours du Trône et, ce faisant, prononce son premier discours le 16 février 1869 . Le Premier ministre, William Ewart Gladstone, le félicite chaleureusement pour son discours . À la mi-mars, l'influence de Mundella augmente lorsque son conseil d'arbitrage est félicité dans le nouveau rapport de la Commission royale sur les syndicats. 

### Backbencher
Les principales préoccupations de Mundella lors de son arrivée à la Chambre sont la réforme des syndicats et la nécessité d'une scolarité gratuite et obligatoire et d'une formation technique . En ce qui concerne le premier, le syndicalisme n'a pas de meilleur ami que Mundella. Il croit fermement au droit des travailleurs et travailleuses de se regrouper pour protéger leurs intérêts, et une grande partie de son énergie au Parlement est consacrée à leur garantir les mêmes droits que ceux dont jouissent leurs employeurs . En 1869, Mundella commence à préparer un projet de loi d'initiative parlementaire pour légaliser les syndicats et tenter de leur donner une sécurité financière. Bien que le projet de loi n'ait pas abouti, ses efforts permettent d'obtenir un projet de loi gouvernemental temporaire qui protège les fonds syndicaux et, deux ans plus tard, débouche sur la loi de 1871 sur les syndicats, qui légalise les syndicats pour la première fois et protège leurs fonds par un enregistrement légal.

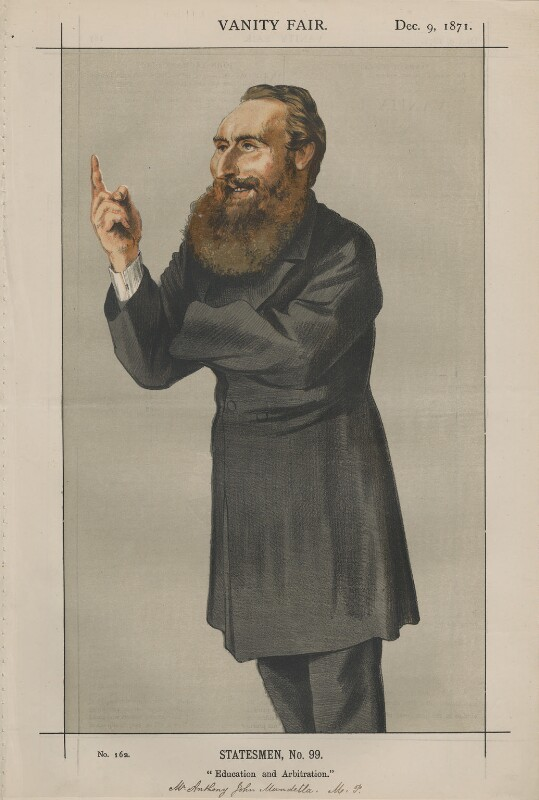
Anthony John Mundella de Coïdé (James Jacques Tissot). Une chromolithographie publiée dans Vanity Fair, 9 décembre 1871

Les premières initiatives de Mundella à la Chambre concernant l'éducation sont fortement en faveur de l'adoption de la Elementary Education Act 1870. Son discours à la deuxième lecture du projet de loi contribue beaucoup à renforcer sa réputation parlementaire . Bien que la loi établisse des autorités éducatives locales et autorise des fonds publics pour l'amélioration des écoles, elle ne rencontre pas l'approbation complète de Mundella car elle n'introduit ni scolarité gratuite ni obligatoire . 
Les syndicats et l'éducation ne sont pas les seules préoccupations de Mundella dans ses premières années d'Arrière-ban. Au fil du temps, il attaque le War Office pour son système archaïque de délivrance de contrats avec l'armée, et plaide pour un service militaire et naval court, davantage de volontaires et une meilleure organisation. Il se joint à une tentative de moderniser les lois sur les brevets (cela a longtemps été sa préoccupation en tant qu'industriel). Il se prononce contre ce qu'il appelle «l'absurdité» des tarifs postaux compliqués et incohérents. Il dénonce les lois obsolètes sur le jeu, et les punitions brutales pour braconnage qui ont emprisonné plusieurs milliers d'hommes. Et il attaque le traitement incohérent des hommes et des femmes dans les lois sur les maladies contagieuses des années 1860 qui, dans les ports et les villes de garnison, ont soumis des prostituées (ou celles soupçonnées de l'être) à des arrestations, à des inspections et (si elles s'avèrent infectées) à des incarcérations pouvant aller jusqu'à un an, alors qu'aucune disposition n'est prévue pour l'examen de leurs clients masculins. Il insiste également pour que l'âge légal des rapports sexuels soit porté à 16 ans, car plus de 25% des personnes atteintes d'infections sexuellement transmissibles avaient moins de cet âge. 
Mundella est également très préoccupé par l'emploi des très jeunes enfants et par la manière dont leur présence au travail rend impossible l'enseignement primaire obligatoire. En 1871, il propose une mesure pour contrôler l'emploi des enfants dans la fabrication de briques et de tuiles. Sa décision est si bien accueillie qu'elle est incorporée dans la loi gouvernementale sur les usines et les ateliers de 1871. En conséquence, l'emploi des filles de moins de 16 ans et des garçons de moins de 10 ans dans les chantiers de briques et de tuiles est interdit. 
L'intérêt de longue date de Mundella pour l'arbitrage aboutit en 1872 à sa loi sur l'arbitrage (maîtres et ouvriers) (communément appelée loi de Mundella) qui rend mutuellement contraignants les accords volontaires entre les gestionnaires et les travailleurs . La même année, il aide à l'adoption de la Coal Mines Regulation Act, en accordant une attention particulière aux clauses limitant les heures de travail des femmes et des enfants. Il poursuit sa campagne pour moins d'heures pour les femmes et les enfants avec l'introduction d'un projet de loi sur les usines de neuf heures en 1872, mais il progresse lentement et à l'été 1873, en raison de l'opposition des fabricants, il est retiré. 
L'inquiétude éternelle de Mundella pour les enfants l'amène à présenter, en 1873, un projet de loi pour la protection des enfants contre les personnes qui en ont la charge, et ont été condamnées pour violences à leur encontre.

### Backbencher de l'opposition
Lors de l'élection générale de 1874, le Parti libéral est battu, mais Mundella poursuit ses campagnes parlementaires radicales depuis les banquettes de l'opposition et réintroduit son projet de loi des neuf heures. Le gouvernement conservateur, récoltant les fruits du travail acharné de trois ans de Mundella sur son projet de loi, présente son propre projet de loi d'usine, conçu pour atteindre à peu près les mêmes objectifs. La loi de 1875 institue une journée de dix heures pour les femmes et les enfants dans les usines textiles. Il est largement reconnu dans les districts textiles que ce sont les efforts de Mundella qui pny assuré son succès . 
Mundella est félicité - cette fois par la direction du syndicat - pour son rôle dans l'opposition dans la modification et l'adoption, d'une part, en 1875, du projet de loi sur les employeurs et les travailleurs qui remplace les lois répressives sur les maîtres et les serviteurs, et d'autre part, l'adoption du projet de loi sur le complot et la protection des biens, qui, combiné à l'abrogation de la très détestée loi d'amendement du droit pénal de 1871, libère les travailleurs de peines sévères qui visaient uniquement ces personnes. Ensemble, les deux lois ont complètement dépénalisé le travail des syndicats. 
À Mundella à cette époque est également à l'origine du projet de loi instituant une saison de fermeture du 15 mars au 15 juin pour les poissons d'eau douce. L'encouragement à cette décision vient de sa propre circonscription de Sheffield. Les vingt dernières années avaient vu une énorme augmentation du nombre de pêcheurs. En 1878, Sheffield compte à elle seule 211 clubs de pêche, avec 8 000 membres, et la surpêche est très préoccupante, en particulier pendant la période de reproduction . Connue officiellement sous le nom de Loi sur les pêches en eau douce et familièrement parmi les pêcheurs à la ligne sous le nom de Loi Mundella, elle est devenue loi en 1878. 
En 1877, Mundella parraine un projet de loi visant à abolir l'obligation d'être propriétaire pour se porter candidat à un poste local, soulignant que 80 à 90% des électeurs de sa circonscription sont exclus de la fonction de conseiller et sont pourtant les premiers à subir la pression des hausses de taux. Le projet de loi trouve peu de soutien à la Chambre et chaque fois qu'il est réapparu dans la période de 1877 à 1879, il est rejeté. Ironiquement, (comme cela s'est souvent produit avec les projets de loi battus de Mundella), les conservateurs ont finalement adopté la mesure en 1880 . 

### Vice-président du Comité du Conseil de l'éducation
Les libéraux reviennent au pouvoir en 1880 avec une large majorité et Gladstone, reconnaissant l'expertise inégalée du jeune homme dans le domaine de la réforme de l'éducation (et par son soutien à l'Irish Home Rule, Mundella étant prêt à soutenir toute mesure qui apaiserait la malheureuse Irlande), le nomme vice-président du comité du Conseil de l'éducation (ce qui est désormais connu sous le nom de secrétaire d'État à l'éducation). En même temps, Mundella est également nommé conseiller privé. Lorsque la reine Victoria reçoit son nom de Gladstone, elle le décrit dans son journal comme «M. Mundella (l'un des radicaux les plus violents) ». Elle écrit qu’en faisant une remarque désapprobatrice à Gladstone au sujet de la nomination de Mundella, «M. Gladstone l'a beaucoup félicité, disant qu'il est un homme très religieux, très attaché à l'éducation religieuse, et n'a jamais rien dit d'offensant. » . En même temps, Mundella est également nommé quatrième commissaire à la charité pour l'Angleterre et le pays de Galles. 
En dépit d'être subalterne au Lord Président du Conseil, Mundella est chargé de l'éducation, et il est désormais en position d'atteindre un certain nombre de ses objectifs de longue date, en particulier celui de l'enseignement primaire obligatoire, et il se met à travailler avec vigueur, malgré une forte opposition. Se référant aux recherches de Mundella sur la scolarisation en Europe continentale, The Times se moque de la source de son inspiration, déclarant que «la scolarité obligatoire pourrait faire l'affaire des Saxons, mais ne serait jamais supportée par les Anglo-Saxons». Aux organisations et aux personnes qui soutiennent que la contrainte n'est pas anglaise, il réplique qu'il est particulièrement anglais de se contenter d'être dans l'ignorance . Malgré ces attaques, dès son arrivée au pouvoir, Mundella présente un projet de loi visant à achever le système de contrainte à la scolarisation, ce qui n'a pas été fait par les lois précédentes . La loi Mundella (encore une autre loi créditée à son nom), connue sous le nom de Elementary Education Act 1880, qui devient loi seulement quatre mois après le retour au pouvoir des libéraux, établit finalement les moyens de faire en sorte que tous les enfants soient envoyés à l'école. 
Mundella, dans un deuxième temps, enclenche la réorganisation de l'enseignement technique. Il s'est toujours intéressé à l'enseignement supérieur et technique, ainsi qu'aux écoles d'art et à d'autres formes de culture artistique. Il fusionne en une seule institution les écoles scientifiques de South Kensington à Londres, créant la Normal School of Science et la Royal School of Mines en octobre 1881. 
Son troisième acte immédiat en devenant ministre de l'Éducation est de nommer un comité pour enquêter et faire des recommandations sur l'enseignement supérieur au Pays de Galles. Le comité produit son rapport en 1881 et appelle à l'expansion immédiate des écoles intermédiaires galloises et à la création de collèges universitaires à Cardiff et Bangor. Mundella institue aussi une commission royale pour examiner l'enseignement technique étranger et le comparer avec celui disponible en Angleterre. 
Les responsabilités de Mundella comprennent également la poursuite du développement du South Kensington Museum (plus tard le Victoria and Albert Museum), qui en tant qu'amateur de l'art, il trouvé là une partie agréable de ses travaux. 
De manière significative, son code éducatif de 1882, qui est connu sous le nom de "Code Mundella", marque un nouveau tournant dans la réglementation des écoles primaires publiques, leurs programmes et la manière dont ils sont enseignés, ainsi que les conditions dans lesquelles les subventions gouvernementales sont accordées. En 1883, de l'argent est disponible pour permettre au code de fonctionner. Mundella améliore l'inspection des écoles, notamment en employant des inspectrices et en insistant pour que la santé et les capacités mentales des enfants soient prises en considération lors de l'examen de leurs progrès d'apprentissage. Il organise un changement bénéfique dans la formation des enseignants. Il pousse  le gouvernement local à fournir des repas bon marché aux enfants dans les écoles. 
Alors qu'en Angleterre et au Pays de Galles, les dotations des établissements d'enseignement supérieur sont étudiées et, le cas échéant, réformées, aucune action de ce type n'a lieu en Écosse. Mundella présente un projet de loi exhaustif visant à réviser les dotations écossaises et un projet de loi visant à étendre l'enseignement primaire obligatoire à l'Écosse. 
Il tente aussi de moderniser le Conseil de l'éducation en proposant l'institution d'un département de l'éducation dirigé par un ministre ayant un poste au Cabinet et la création d'un département de l'agriculture qui prendrait ses responsabilités vétérinaires (partie notamment du portefeuille de l'Éducation), mais il rencontre l'opposition du Lord Président du Conseil. 
En mai 1884, la Commission royale créée par Mundella pour examiner l'enseignement technique affirme qu'elle ne devait pas seulement être destinée aux artisans et à la mécanique, mais devrait également inclure d'autres disciplines telles que les langues, les mathématiques, l'histoire et la géographie. La Commission recommande la création de bourses des écoles aux collèges techniques. 
En mai 1885, il peut entamer le processus d'introduction d'une mesure de promotion de l'enseignement intermédiaire au Pays de Galles, mais le 9 juin 1885, Gladstone démissionne et Mundella est contraint de quitter son poste. Sa législation galloise est tombée à la dissolution du Parlement . 

### Frontbencher de l'opposition
Aux élections générales d'octobre 1885, Mundella représente la nouvelle circonscription de Brightside, l'une des cinq divisions parlementaires de Sheffield. Il est élu avec une majorité confortable, mais à l'échelle nationale, l'élection générale est une victoire des conservateurs qui forment le gouvernement avec l'aide de Charles Stewart Parnell et de son parti parlementaire irlandais, qui faisait l'équilibre des pouvoirs. Mundella est de nouveau dans l'opposition, mais maintient sa place au premier plan libéral. Il n'y reste pas longtemps car Gladstone revient au pouvoir à peine trois mois plus tard en janvier 1886 et après avoir brièvement envisagé Mundella pour le poste de Chancelier de l'Échiquier, il le nomme au Cabinet en tant que président de la Chambre de commerce, un de quatorze membres du Cabinet . 

### Président de la Chambre de commerce (premier mandat)

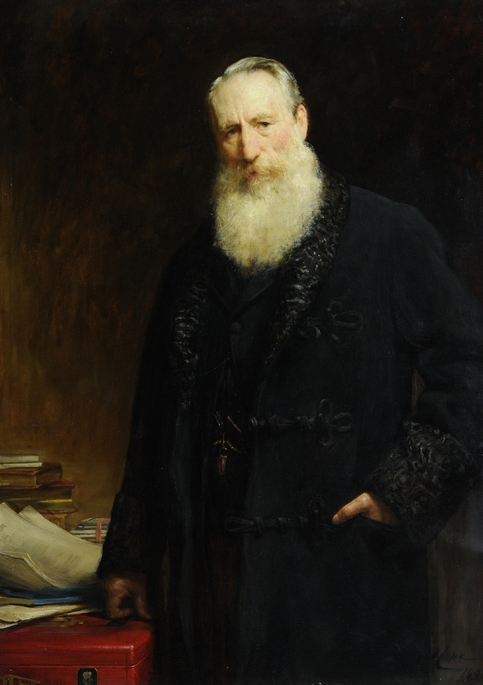
Mundella par Arthur Stockdale Cope, 1894

Au cours de la courte période précédant les prochaines élections générales, Mundella a peu de temps à la Chambre de commerce pour apporter des améliorations législatives majeures, mais il introduit un certain nombre de changements administratifs. Une fois de plus, avec la même vigueur dont il a fait preuve en prenant en charge l'éducation, il passe rapidement à l'action. 
Il veille à ce que les rapports consulaires sur le commerce et les exigences commerciales des différents pays du monde soient publiés et disponibles à bas prix au lieu d'être perdus dans les documents généraux du ministère des Affaires étrangères. Il crée un bureau des statistiques du travail pour permettre la publication et la diffusion d'informations à la classe ouvrière. Il élargit le Conseil pour inclure un département des pêches, qui relevait auparavant de trois départements gouvernementaux différents, pour s'occuper des pêches en mer et dans les eaux intérieures. Il sera plus tard uni au département d'agriculture créé en 1899 à l'instigation de Mundella, bien qu'après sa mort. 
La question des frais de transport ferroviaire fait l'objet de vives controverses, les clients commerciaux et agricoles des compagnies de chemin de fer s'opposant âprement aux prix élevés pratiqués pour la circulation des marchandises. Afin de garantir une réévaluation juste et équitable des redevances dans toute la Grande-Bretagne, Mundella présente son projet de loi sur le trafic ferroviaire et canalaire, qui, s'il devenait loi, conférerait à la Chambre de commerce de larges pouvoirs de contrôle sur les chemins de fer, notamment: le pouvoir d'imposer des réductions des charges. Sans surprise, Mundella rencontre l'opposition véhémente des compagnies de chemin de fer et de leurs actionnaires, craignant une baisse de leurs bénéfices pouvant aller jusqu'à 50% et une destruction de la valeur des propriétés ferroviaires. 
Un nouveau carburant pour leur colère est l'introduction par Mundella d'un projet de loi sur la réglementation ferroviaire qui vise à imposer un meilleur freinage et d'autres dispositifs de sécurité. L'opposition au projet de loi sur le trafic ferroviaire et sur les canaux s’appuie sur l'opposition alors répandue et tout aussi véhémente de la Chambre à l'Irish Home Rule. Dans un vote sur la question irlandaise, le gouvernement de Gladstone tombe, et avec lui, la réforme radicale des chemins de fer (bien que le Railway and Canal Traffic Act, remarquablement similaire aux propositions de Mundella, et avec ses encouragements des bancs de l'opposition, soit devenu loi avec les conservateurs en 1888).

### Frontbencher de l'opposition
La courte période de Mundella à la tête de la Chambre de commerce prend fin le 30 juillet 1886 et lors des élections générales d'août, les conservateurs reprennent le pouvoir. Du front d'opposition, Mundella reprend une fois de plus la lutte pour une meilleure formation technique des travailleurs. Avec d'autres, il joue un rôle déterminant dans la création de l'Association nationale pour la promotion de l'enseignement technique  et fait avancer les débats en exigeant de nouvelles réformes. Au cours des années suivantes, l'Association est un moteur majeur du développement de l'éducation, notamment l'enseignement secondaire et technique. Mundella préside également la nouvelle Association nationale d'éducation créée pour promouvoir un «système progressif gratuit d'éducation nationale, contrôlé publiquement et sans intérêt sectaire», à la fois en faisant connaître et en faisant progresser le système des commissions scolaires et en sapant les écoles confessionnelles et privées . 
En 1888, Mundella présente un projet de loi pour la prévention de la cruauté envers les enfants. En raison de l'opposition, les progrès du projet de loi sont lents, Mundella s'exprimant pas moins de 65 fois en commission. La loi de 1889 sur la prévention de la cruauté envers les enfants et la protection des enfants (communément appelée la Charte des enfants) est la première loi du Parlement à interdire la cruauté envers les enfants. Elle permet à l'État d'intervenir dans les relations entre parents et enfants, punit d'emprisonnement le fait de négliger ou de maltraiter des enfants, et interdit l'emploi d'enfants de moins de 10 ans. Mundella considère cette loi comme l'un de ses plus grands succès . 
En 1890, Mundella devient président du Comité du commerce et des traités, chargé de tenir le Board of Trade informé de l'expiration des traités et des nouveaux tarifs et droits. En 1891 et 1892, à la demande de Gladstone, il devient un représentant de l'opposition de premier plan à la Commission royale du travail. Il préside la section traitant des conditions dans les métiers de la chimie, du bâtiment, du textile, de l'habillement et divers. Il est également en mesure d'instituer la nomination de quatre femmes inspectrices pour examiner la position des femmes dans l'industrie. 

### Président de la Chambre de commerce (deuxième mandat)
Aux élections générales de 1892, Mundella conserve son siège de Sheffield Brightside avec une plus grande majorité que jamais  et le Parti libéral dans son ensemble forme de nouveau le gouvernement. Mundella revient au Cabinet et à la présidence de la Chambre de commerce. 
Là, il fait face à ses anciens ennemis, les compagnies de chemin de fer et leurs actionnaires, car le lobby agricole et les entreprises sont toujours impatients de voir les frais de transport réduits. Prudent à susciter à nouveau la colère des compagnies de chemin de fer, Mundella crée en 1893 un comité pour examiner la question des charges. Il permet cependant la Loi sur les agents de chemin de fer (heures de travail), qui permet aux employés des chemins de fer de réduire leurs heures de travail. 
De plus, au début de 1893, le Bureau des statistiques du Travail que Mundella a créé lors de son premier mandat en tant que ministre du commerce est transformé en département du travail, distinct du Board of Trade. Ce département publie une Gazette du travail régulière pour s'assurer que les informations sur le travail sont vulgarisées afin d'atteindre les classes ouvrières. 
L'année 1893 voit un énorme lock-out des mineurs dans les Midlands, avec près de 320 000 hommes qui s'opposent à une réduction de leur salaire et qui sont licenciés. Le conflit encourage Mundella à présenter un projet de loi pour permettre la création de commissions locales de conciliation et d'arbitrage chaque fois et où elles pourraient être nécessaires. Mundella professe le pouvoir de la conciliation et de l'arbitrage depuis plus de trente ans, et c'est à la suite de la conciliation que la grève du charbon est réglée. L'influence de Mundella dans ce succès est facilement reconnue. Son projet de loi visant à créer des conseils locaux devient finalement une loi sous le nom de Loi sur la conciliation et l'arbitrage sous les conservateurs en 1896. 
De plus, en 1893, Mundella permet trois réformes maritimes distinctes. L'Acte des pêches de la mer du Nord ratifie la convention entre les pays riverains des zones de pêche de la mer du Nord pour lutter contre le mal des «magasins» flottants d'alcool qui approvisionnaient les pêcheurs en alcool. Une amélioration de la façon dont les marins marchands perçoivent leur salaire à la fin d'un voyage leur évite de devoir s'attarder longtemps dans les ports plutôt que de rentrer chez eux, réduisant ainsi le problème de la prostitution dans les ports. Et un projet de loi sur la marine marchande est présenté pour mettre fin au sous-effectif des navires. 
Consterné par les rapports annuels sur les accidents et les décès ferroviaires fournis par la Chambre de commerce, Mundella peut également nommer deux cheminots pour enquêter sur les accidents et leurs causes et trouver des moyens d'améliorer la sécurité .   

### Démission
En 1869, Mundella a rejoint le conseil d'administration de la New Zealand Loan and Mercantile Agency Company. L'entreprise a pour mission de faire progresser les colons de l'élevage ovin en Nouvelle-Zélande et en Australie sur la sécurité de leurs terres et de leurs produits, et d'aider à commercialiser ces produits en Grande-Bretagne . C'est une entreprise prospère et l'intérêt pécuniaire de Mundella a grossi. Selon les règles nouvellement établies, en devenant président de la Chambre de commerce en 1892, il renonce à tous ses mandats et n'a par la suite aucun contrôle sur les activités de la société. En 1893, à la suite d'un ralentissement économique, la société est contrainte à la liquidation et fait l'objet d'une enquête auprès de la chambre de commerce. Bien que Mundella ne soit plus administrateur et soit innocent de toute faute, un conflit d'intérêts existe car la décision finale sur les suites à donner à une enquête publique devant un tribunal (au cours de laquelle Mundella témoigne) devrait être prise par Mundella lui-même en tant que Président de la Chambre de Commerce. Il est compromis et son rôle de président devient insoutenable . 
Mundella présente sa démission à Lord Rosebery, alors Premier ministre, qui n'est pas disposé à accepter et lui demande de la retirer. Après réflexion, Mundella insiste et sa démission prend effet le 12 mai 1894 .  

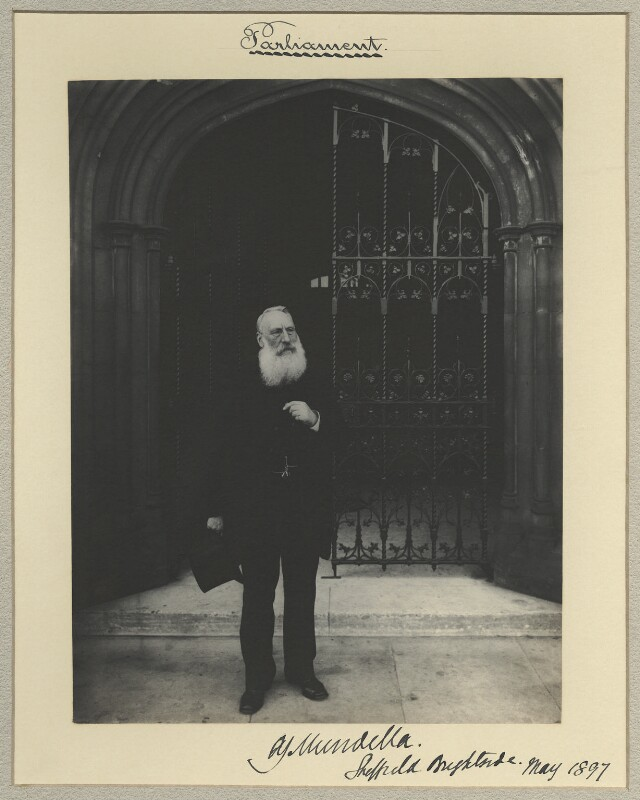
Mundella à la Chambre des communes par John Benjamin Stone, 1897

Mundella lui-même écrit à sa sœur Theresa: "J'ai été reçu avec des acclamations bruyantes quand je suis entré dans la chambre, quand je me suis levé pour m'adresser à elle, et le plus fort de tous les côtés quand je me suis assis. Les hommes se pressaient autour de moi toute la nuit pour me serrer la main, et tous mes collègues ont dit que je l' avais fait si bien et avec tant beaucoup de dignité » . Il ne devait pas revenir au gouvernement et siège sur les banquettes avant jusqu'aux élections générales de 1895. 

### Backbencher du gouvernement
Dans l'année qui suit sa démission, Mundella arbitre avec succès le différend sur la poterie de Hanley en mars 1895 et est occupé en tant que président du comité chargé d'examiner les  écoles de Poor Laws de Londres . 

### Frontbencher de l'opposition
L'élection générale de juillet 1895 voit les conservateurs gagner avec une majorité globale de 152 sièges et le Parti libéral est de retour dans l'opposition. Mundella, toujours tenu en haute estime par ses électeurs, est réélu sans opposition pour Sheffield Brightside. Malgré l'âge qui commençait à se faire sentir, il continue son combat véhément pour les causes qui lui sont chères. En particulier, il s'oppose fermement aux projets de loi sur l'éducation de 1896 et 1897, qu'il considère comme destructeurs de la politique éducative à laquelle il a consacré une grande partie de sa vie politique, et il déplore que les clauses obligatoires de sa loi sur l'éducation soient à peine appliquées de sorte que près d'un cinquième de la population scolaire potentielle est absent. Le résultat, a-t-il souligné, est un analphabétisme généralisé parmi les personnes en âge de quitter l'école. 
Le dernier discours de Mundella à la Chambre (après 3 280 contributions pendant près de trente ans en tant que député)  est une brève interjection dans le débat sur la deuxième lecture du projet de loi sur l'Éducation (Écosse) le 1er juillet 1897 . 

## Mort
Mundella meurt de façon inattendue. Le 13 juillet 1897, il déclare à un ami: "Je ne me suis jamais senti aussi bien de ma vie". Le lendemain matin, le majordome de Mundella est allé le réveiller mais l'a trouvé «prostré et inconscient» sur le sol de sa chambre. Il reste paralysé après son AVC avec une perte totale de la parole, et il est à peine conscient pendant huit jours. De nombreuses personnes, dont la reine Victoria (qui a télégraphié à plusieurs reprises pour obtenir des informations) et des personnalités politiques de tous horizons, expriment leur profonde inquiétude. À 13 h 55, le 21 juillet 1897, il meurt à l'âge de 72 ans ,,. 

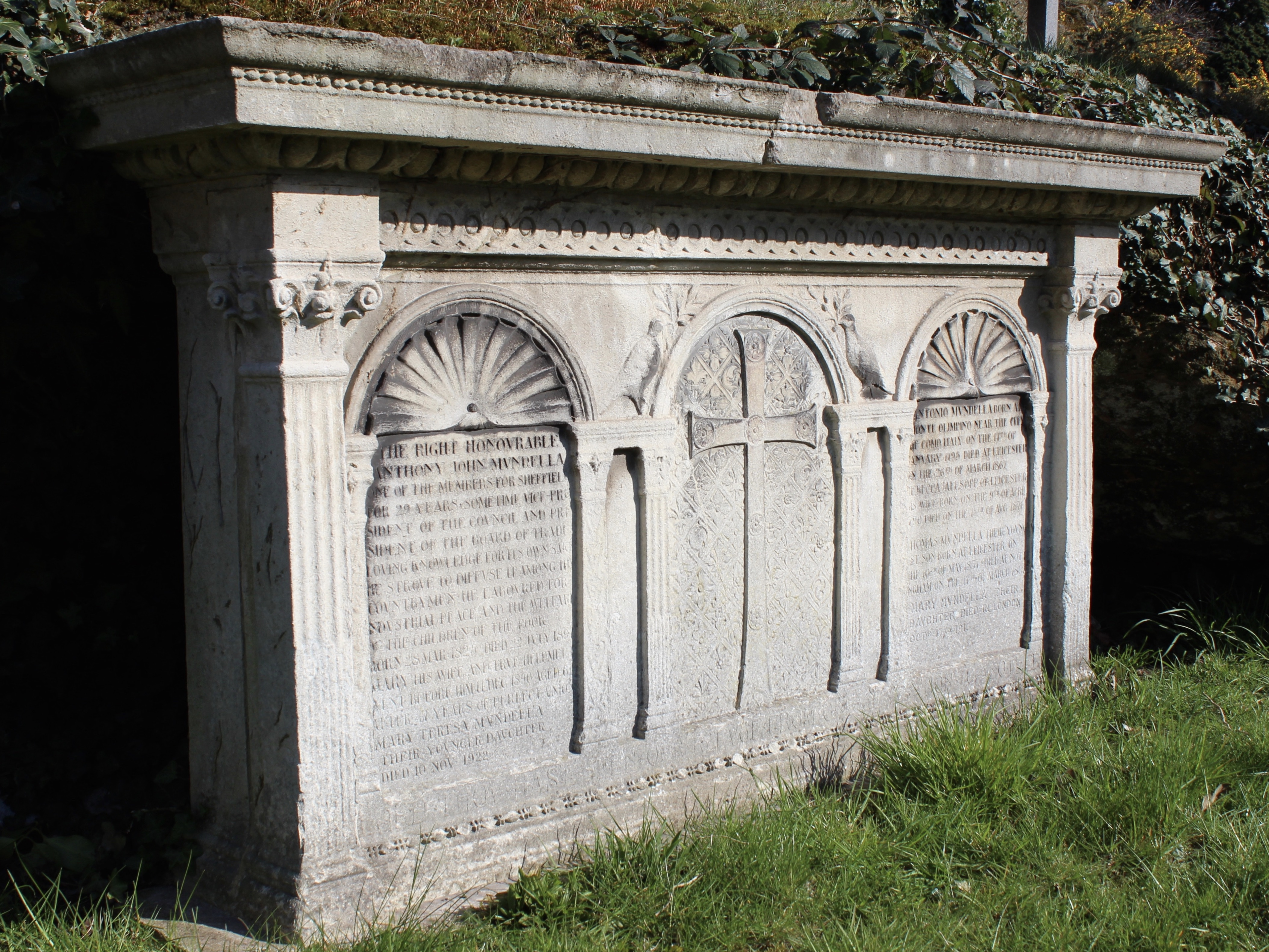
Lieu de sépulture de Mundella: la voûte de Mundella, le cimetière de l'église, Nottingham

Pas moins de trois cérémonies de funérailles ont lieu. La première a lieu à St Margaret's, Westminster, le 26 juillet. Il est inhabituel pour St Margaret's en ce que le cercueil de Mundella est présent, alors que le service est un mémorial. Le cercueil est drapé dans un voile de brocart vénitien, avec une statuette en marbre de la Vierge à l'enfant et une photographie de la défunte épouse de Mundella placée à sa tête. La reine Victoria envoie une couronne et elle et le prince de Galles sont représentés parmi un très grand nombre de personnes . 
Son cercueil est ensuite transporté par le centre de Londres jusqu'à la gare de St Pancras pour être transféré en train à Nottingham . Un deuxième service funèbre a lieu à Nottingham à l'église St Mary le 27 juillet. C'est le plus grand enterrement que la ville ait jamais vu. Des foules immenses bordent la route de St Mary's au cimetière de l'église. Un troisième service a lieu sur la tombe. Il est enterré dans le caveau de Mundella de dix pieds de profondeur où ses parents, sa femme et son plus jeune frère avaient déjà été enterrés .   

## Vie privée
Le 12 mars 1844 , âgé de dix-huit ans seulement, Mundella épouse Mary, la fille de William Smith, un magasinier de Kibworth Beauchamp dans le Leicestershire. Elle est décrite comme "une femme d'un esprit élevé et d'une grande détermination"  et partage pleinement les sympathies littéraires et artistiques de son mari. Elle est décédée des suites d'une courte maladie le 14 décembre 1890 . Leur mariage est décrit comme "extrêmement heureux" et Mundella aurait été "inconsolable" à la mort de sa femme . Ses manières après son deuil seraient devenues plus nettes et plus intolérantes, comme l'a observé un autre député à la Chambre des communes . Mundella et sa femme ont deux enfants, Eliza Ellen, connue dans la famille sous le nom de "Nelly", qui épouse Roby Thorpe de Nottingham, et Maria Theresa, connue sous le nom de "Pen", qui est restée célibataire et a vécu à Elvaston Place jusqu'à sa mort. 
Lorsque Mundella était un industriel, il commande une grande villa neuve, conçue par l'architecte Thomas Chambers Hine, au 19 Cavendish Crescent South dans le quartier branché The Park Estate à Nottingham, et après avoir déménagé à Londres lorsqu'il est devenu député, ils vivent dans Dean's Yard à Westminster, puis louent une maison à Stanhope Gardens à Kensington avant, fin 1872, d'acheter 16 Elvaston Place. Bien qu'il ait gagné de l'argent en affaires, Mundella (en tant que politicien non rémunéré) n'a jamais été particulièrement riche. En 1875, il écrit à un ami: "Je ne me soucie que de faire mon devoir envers ma circonscription, de vivre honnêtement et sans dette, et de laisser aux trois pauvres femmes assez dépendantes de moi pour les maintenir dans la position où je peux les quitter, à l'abri des revers de la fortune et des tremblements du monde. "  Le crash de la société néo-zélandaise qui a été la cause de la démission de Mundella le laisse dans de graves difficultés financières, mais sur la recommandation de Lord Rosebery, il est fortifié par la réception d'une pension rarement attribuée (et, à une certaine controverse dans la presse, annoncé tardivement) de 1 200 £ par an qui lui permet de continuer à vivre à Elvaston Place .       
Membre de la Royal Society, honneur décerné en 1882 que Mundella décrivait comme "le plus agréable et le plus distingué qui puisse m'arriver"  il appartient aux clubs Reform, Savile et Athenaeum. Il devient également, en 1884, président de la Sunday School Union, poste qu'il apprécie profondément . Il possède le talent pour attirer et retenir de nombreux amis  et, alors qu'il est éternellement fidèle aux travailleurs dont il est issu et déterminé à rester proche de ses racines, son élévation dans la vie politique le fait entrer dans la sphère de l'aristocratie. Après ses soupçons initiaux, la reine Victoria apprend à prendre profondément soin de lui et est bouleversée par sa mort. Elle affirme que Mundella lui rappelait "tellement" de John Brown (son serviteur de plein air préféré) . Elle l'a invité le week-end à Windsor, Osborne et Sandringham. 
Mundella est extrêmement fier de son ascendance italienne pour laquelle il est régulièrement moqué par des politiciens opposés, et bien qu'il ne soit pas juif (sa mère étant protestante, son père catholique), tout au long de sa vie politique, son apparence, son nom à consonance étrangère, et sa tenue encourageait les opposants et les caricaturistes et journalistes hostiles à se livrer à des insultes antisémites . 